# King Kong (película de 1933)
King Kong es una película estadounidense de aventuras de 1933 dirigida por Merian C. Cooper y Ernest B. Schoedsack y con Fay Wray, Robert Armstrong y Bruce Cabot como actores principales. La película fue producida por la compañía cinematográfica RKO Pictures y escrita por Ruth Rose y James Ashmore Creelman, basándose en una idea de Merian C. Cooper y Edgar Wallace.
Trata sobre el hallazgo de Kong, un gorila gigante, en una isla prehistórica perdida y sobre cómo fue capturado y llevado a la civilización contra su voluntad. 
En 1932, un año antes del estreno de la película, Delos W. Lovelace publicó una novelización del guion de King Kong, con algunas escenas que no están presentes en la película. King Kong fue estrenada por primera vez en Nueva York el 7 de marzo de 1933, en el teatro Radio City Music Hall.

## Argumento
El director de cine Carl Denham busca una chica para su nueva película, pero no aparece ninguna de su gusto. Cuando decide buscarla personalmente encuentra a Ann Darrow, una actriz de teatro desempleada por culpa de la crisis de 1929, y la convence para que vaya con él en un barco. Poco después, zarpan a bordo del Venture, en el que navegan durante varias semanas en dirección a Indonesia, donde Denham quería realizar la película.
Finalmente, cuando llegan al lugar elegido para el rodaje, Denham revela su propósito a Englehorn, capitán del Venture: el destino del viaje es una isla que no aparece en los mapas, la isla Calavera, donde se encuentra un misterioso ser llamado Kong, al cual quiere filmar.
Al llegar a la isla, descubren una aldea nativa y se dan cuenta de que hay una muralla que separa el poblado de la mayor parte de la isla. Aunque Denham, Englehorn y Ann se esconden entre el follaje, el jefe de la tribu los descubre. El capitán, que entiende la lengua de los aborígenes, trata que Denham establezca amistad con el jefe y, cuando este ve a Ann, propone cambiarla por seis mujeres de la tribu. El director rechaza la propuesta y los aborígenes deciden ir al barco por la noche para secuestrar a la chica; cuando los miembros de la tripulación se dan cuenta de ello, van en su búsqueda.
En la aldea, los nativos hacen un ritual para llamar a su ídolo Kong y entregarle a Ann como sacrificio; la tripulación llega a tiempo para impedirlo y hace huir a los aborígenes disparándoles, pero Kong consigue llevarse a la chica y tienen que perseguirles por la selva prehistórica que se encuentra tras la muralla. La tripulación, al seguir el rastro de Kong, es atacada y perseguida por un dinosaurio saurópodo y tienen que cruzar un acantilado a través de un puente. Kong se da cuenta de la persecución y derriba el puente, lo que hace que solo sobrevivan dos miembros de la tripulación: John Driscoll, que se había ocultado en una cueva entre las paredes del acantilado, y Carl Denham, que permanecía en la aldea.
Kong comienza a desarrollar una extraña atracción por Ann y tiene que luchar contra un tiranosaurio que la ataca. Entonces, el gorila y la chica se dirigen a una cueva a descansar, y Driscoll los sigue hasta allí. Al llegar a la guarida de la montaña de Kong, Ann se ve amenazada por un elasmosaurus con forma de serpiente, al que Kong también mata. Accidentalmente, Driscoll derriba una roca y llama la atención de Kong, pero en ese momento, Ann es atacada por un pterosaurio y el gorila se enfrenta con él. Mientras está distraído, John aprovecha para bajar junto con la chica por una liana, pero al finalizar la pelea con el pterosaurio, Kong empieza a tirar de ella sin dejarles más opción que lanzarse a un río. Furioso, el gorila los persigue hasta la aldea y, al llegar a la costa, queda inconsciente por una granada que es lanzada por Denham.
Inmediatamente, deciden transportar a Kong a Nueva York, para ser exhibido públicamente en la carpa de un teatro. El contacto de Kong con un mundo que no conoce y el amor que siente por Ann lo hacen enfurecer hasta que se libera y queda suelto por la ciudad. Kong busca a la chica y al encontrarla, la sube al Empire State Building, donde es atacado por Curtiss SBC Helldiver de la Armada, que logran hacerle caer del edificio y muere. Jack toma un ascensor hasta la cima del edificio y se reúne con Ann. Denham llega y se abre paso entre la multitud que rodea el cadáver de Kong en la calle. Cuando un policía comenta que los aviones lo mataron, Denham le dice: "No fueron los aviones. Fue la Bella la que mató a la Bestia".

## Reparto
- Fay Wray - la actriz Ann Darrow.
- Robert Armstrong - el director Carl Denham.
- Bruce Cabot - el Primer Oficial Jack Driscoll, del barco Venture.
- Frank Reicher - el Capitán Englehorn. Es el capitán del Venture.
- Sam Hardy - el productor teatral Charles Weston.
- Noble Johnson - el jefe de la tribu.
- Steve Clemente - Rey brujo
- James Flavin - el Segundo Oficial Briggs.

## Antecedentes
La película King Kong bebe de las historias literarias de aventuras sobre mundos perdidos, y en especial de la novela El mundo perdido (1912) de Sir Arthur Conan Doyle y de la de Edgar Rice Burroughs La tierra olvidada por el tiempo (The Land That Time Forgot, 1918); en ambas, buena parte de la acción transcurre en selvas plagadas de animales prehistóricos. En 1925 hubo una adaptación al cine de la novela El mundo perdido, con efectos especiales hechos por Willis O'Brien y su equipo, quienes después trabajarían en King Kong.

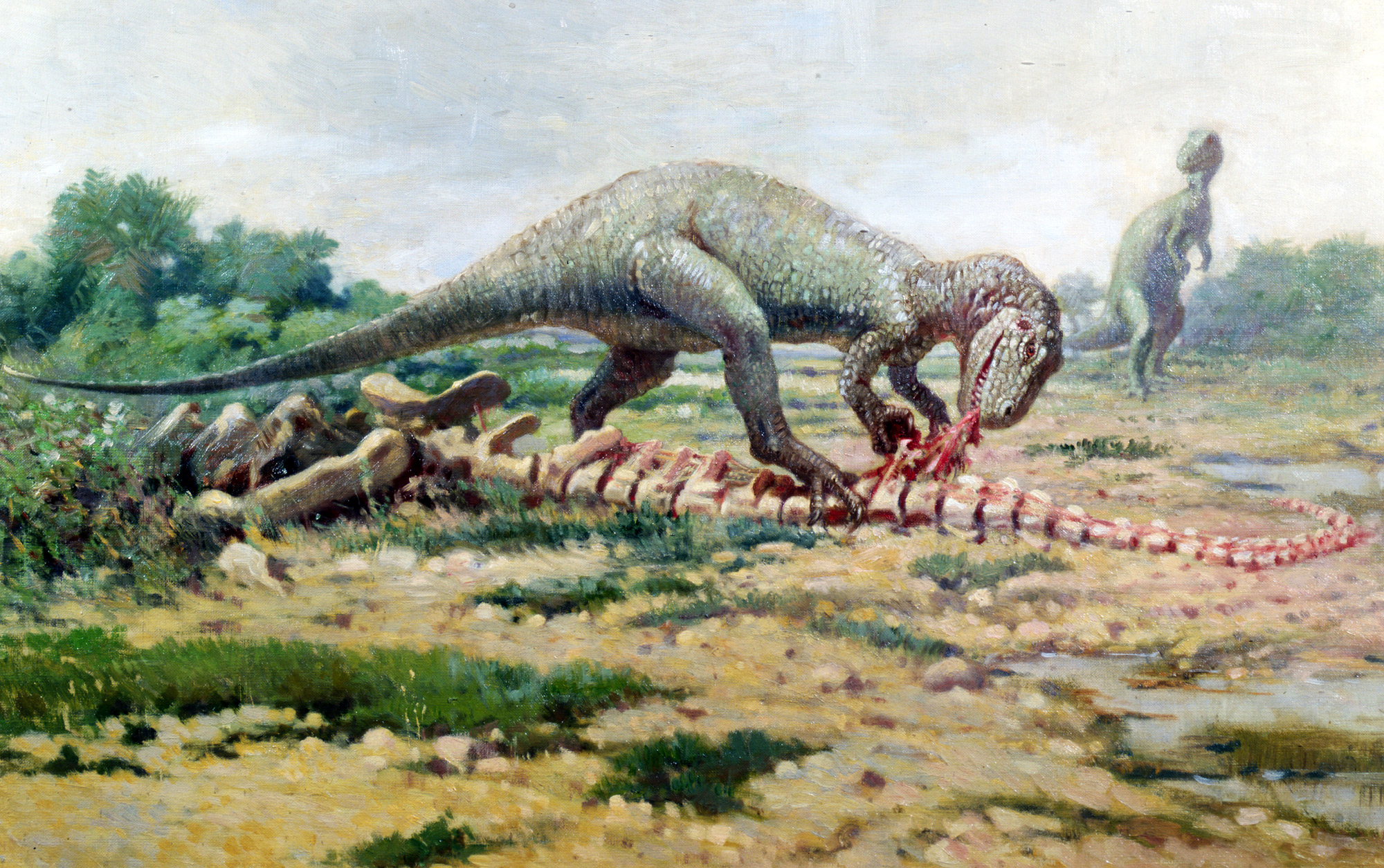
Willis O'Brien se inspiró en ilustraciones de Charles R. Knight para diseñar los efectos especiales de los dinosaurios en King Kong.

El productor de King Kong, Ernest E. Schoedsack tenía experiencia trabajando con monos, ya que antes había dirigido los documentales Chang en 1927 (con Cooper) y Rango en 1931. Aprovechándose de esa tendencia, la compañía Congo Pictures realizó la película Ingagi en 1930, que anunció como «un documental que mostraba el sacrificio de una mujer a un gorila gigante».
Willis O'Brien había hecho los efectos especiales para el largometraje inacabado de 1931 Creation, dirigido por él mismo. Los modelos de los dinosaurios de esa película estaban inspirados en las ilustraciones realizadas por el artista estadounidense Charles R. Knight. Cooper aprobó las secuencias realizadas por O'Brien con la técnica de animación de paso de manivela en Creation, y por eso decidió contratarlo para que se encargara de los efectos especiales en King Kong. Los modelos de dinosaurios usados en King Kong fueron construidos en un principio para la filmación de Creation y algunas de las escenas filmadas de esta película se modificaron para incluirse en el guion de Kong.

## Producción

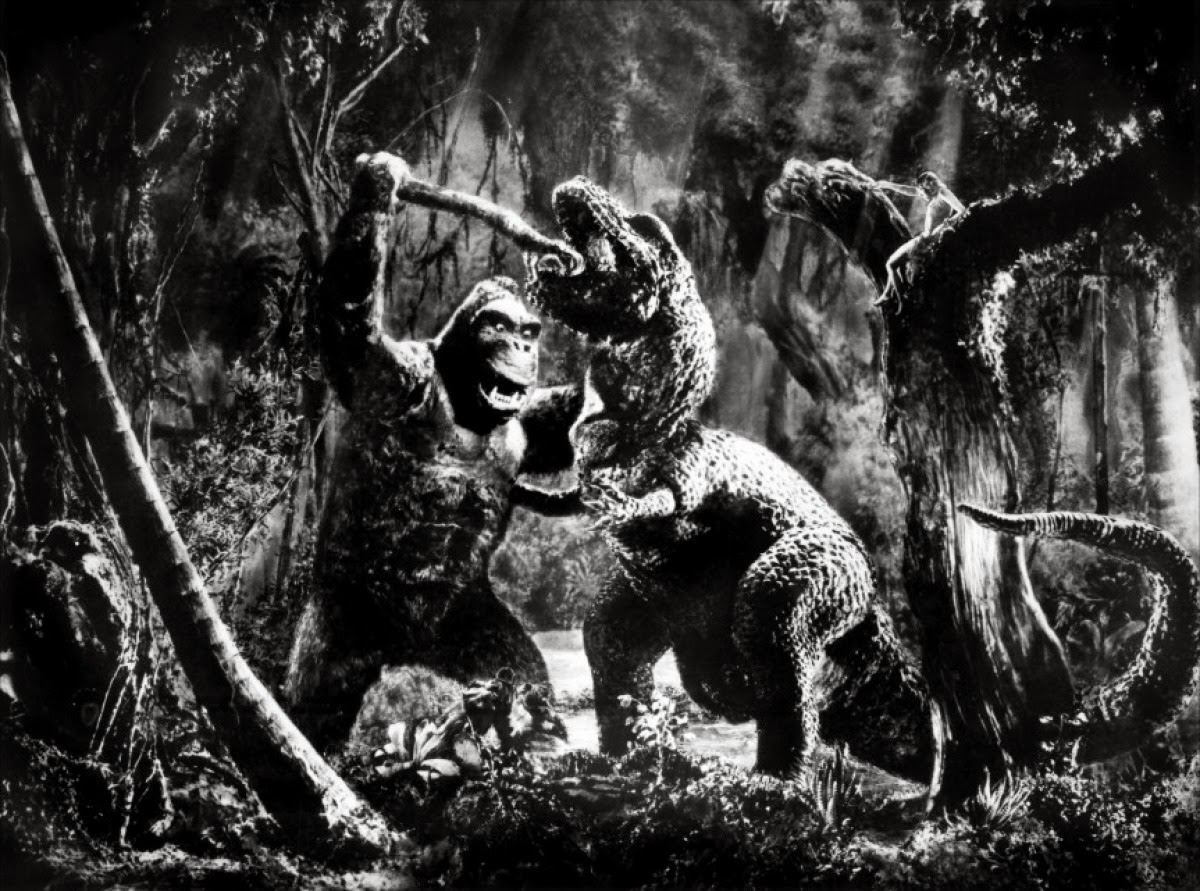
Imagen promocional en la que Kong pelea contra un tiranosaurio.

En un principio, la película fue titulada La octava maravilla (The Eighth Wonder en el original inglés). Los folletos de prensa fueron enviados en 1932 para entusiasmar a los propietarios de los cines y que presentaran La octava maravilla en sus anuncios. En el guion original, el gorila es llamado tan solo Kong y fueron los publicistas quienes añadieron "King", de forma que en la película el nombre completo aparece solamente en los títulos de apertura y al finalizar los créditos.
La puerta gigante usada en King Kong fue quemada junto con un plató cinematográfico para una escena que recreaba el incendio de Atlanta en la película Lo que el viento se llevó. Dicha puerta había sido construida originalmente para el largometraje de 1927, Rey de reyes. 
Algunas escenas en la selva se filmaron en el mismo escenario de la película El malvado Zaroff. Las ubicaciones del escenario de esa película tuvieron lugar en la península de Palos Verdes, pero las escenas de los acantilados se rodaron en San Pedro, Long Beach y Redondo Beach. La Isla Santa Catalina fue otra localización que se usó para filmar escenas ambientadas en la selva.
El modelo de Kong fue hecho con una especie de esqueleto de acero, rellenado con algodón y cubierto con látex para que pudiera moverse de manera natural. Este modelo fue recubierto después con pieles de oso. La retroproyección fue una técnica de composición fotográfica usada para que Kong pudiera aparecer en escena junto con Fay Wray. Para este mismo fin, se recrearon modelos en miniatura de los personajes.

## Escenas eliminadas

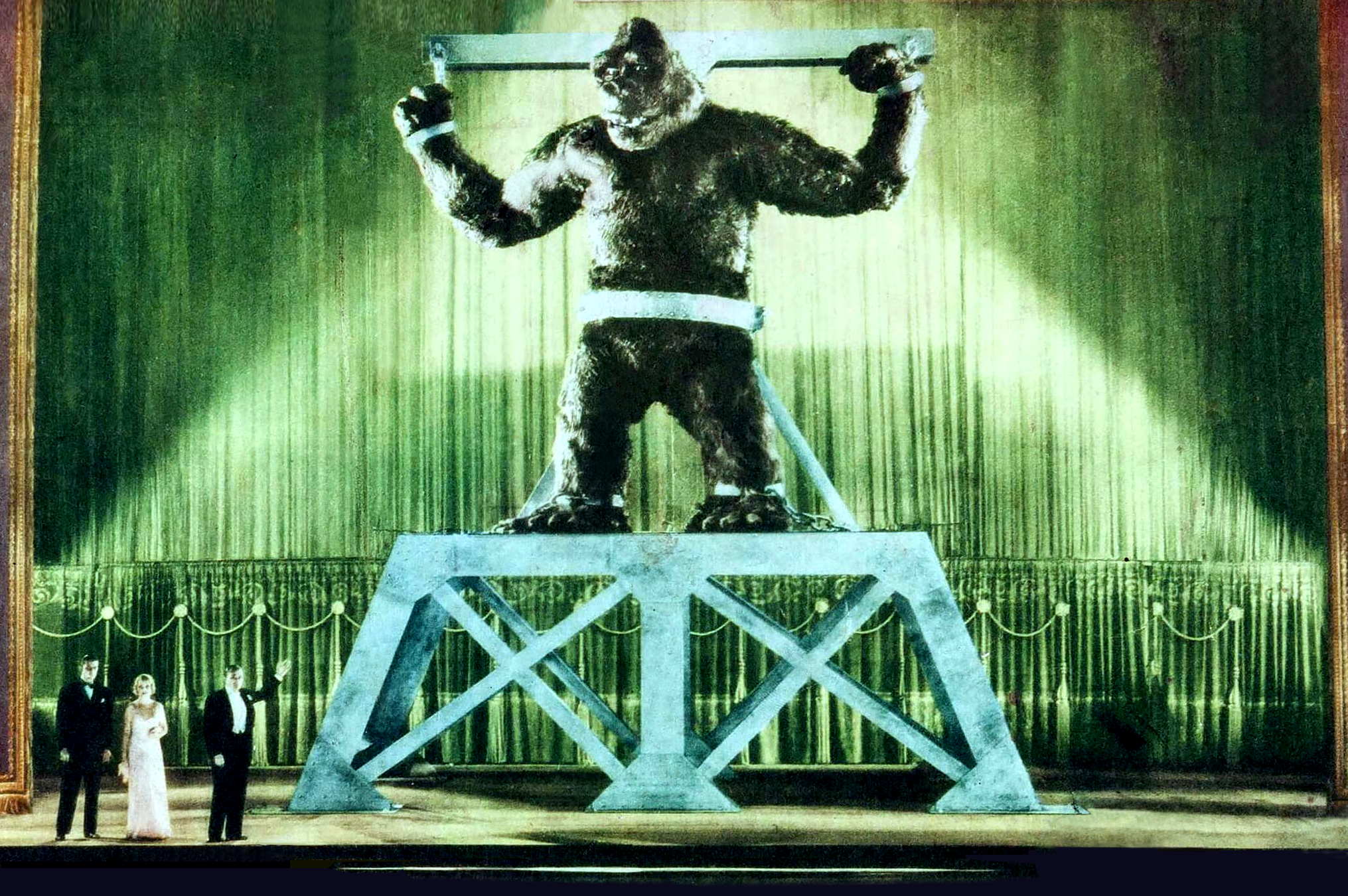
Imagen promocional.

Una primera versión de 125 minutos de King Kong fue preestrenada en San Bernardino, California, en enero de 1933. En esa versión había una escena que mostraba cómo la tripulación es devorada por una araña, un cangrejo, un lagarto y un pulpo (todos gigantes) tras caer del puente que derribó Kong. Se dice que esta escena fue eliminada debido a que provocó que algunos de los espectadores gritaran, abandonaran la sala de cine o sufrieran desmayos. Pero en un memorándum del estudio, Merian C. Cooper dijo que él mismo descartó la escena porque "paraba la historia".
Dicha escena sí se añadió a la versión de 2005, y casualmente, el director de la versión, Peter Jackson, realizó su propia recreación de la escena, basándose en el guion gráfico de 1933. Esta recreación aparece como material extra en el DVD y Blu-ray lanzado por Warner Home Video.
Las siguientes escenas fueron filmadas, pero nunca formaron parte del desarrollo de la película: 
- Kong luchando con tres tricerátopos. Esa escena se filmó de manera parcial, pero después fue eliminada.[17]
- Un brontosaurio matando a tres marineros en el agua de manera violenta.[10]
- Un styracosaurus persiguiendo a unos marineros hasta el puente que después derribaría Kong.[17]
- En la escena donde Jack y Ann escapan de la cueva, Kong baja por el precipicio persiguiéndolos. Ese detalle fue eliminado por Cooper.[18]

## Estreno
El estreno de 1933 de King Kong fue un éxito de taquilla inmediato y tuvo un gran impacto en la cultura popular de la década de 1930. También fue la primera película en estrenarse en dos de las salas de cine más grandes de Nueva York,.

### Reestrenos
En 1938, King Kong fue reestrenada por primera vez, aunque algunas escenas como la de Kong arrancando el vestido de Ann, se consideraron inaceptables según el Código Hays. La película se reestrenó dos veces durante la década de 1940, una vez en 1942 y otra en 1946. Se reestrenó de nuevo en 1952, convirtiéndose en uno de los acontecimientos de ese año y generó más ganancias en taquilla que cuando se estrenó por primera vez en 1933.
Las secuelas más significativas derivadas de King Kong hasta la década de 1950 fueron Mighty Joe Young (1949) y Godzilla (1954). En 1956, King Kong fue vendida para su transmisión en televisión después de su quinto reestreno. Desde ese momento, ha atraído la atención de televidentes que se convirtieron en seguidores de la película.

## Recepción

### Crítica
La película recibió buenas críticas desde su primer estreno, aunque Joe Bigelow de la revista Variety afirmó que King Kong sería una buena película de aventuras si «la audiencia se acostumbraba a los movimientos mecánicos, a los desperfectos de los animales expuestos y a la falsa atmósfera de la película».
El periódico The New York Times encontró en King Kong una película de aventuras fascinante: 

«Imaginen a una bestia de quince metros con una chica en una de sus garras, escalando por el exterior del Empire State Building, y que después de dejar a la chica en un saliente, trate de agarrar a los aviones y que después éstos disparen balas de sus ametralladoras al cuerpo del monstruo».

Susan Sontag, en 1964 hizo un ensayo llamado Notes on Camp, que incluye a King Kong como parte del canon Camp. En 2002, Roger Ebert escribió en sus críticas sobre Great Films que los efectos no están a la altura de los estándares modernos, «pero que algo eterno y primitivo en King Kong de alguna manera todavía funciona».
King Kong, en 2007 tenía una puntuación promedio de 100 % basada en cuarenta y seis críticas en la página web Rotten Tomatoes.

### Distinciones

King Kong está preservada en el archivo de la Biblioteca del Congreso.

En 1991, la película fue considerada «cultural, histórica y estéticamente significativa» por la Biblioteca del Congreso de Estados Unidos y seleccionada para su preservación en el National Film Registry. En 1998, se clasificó en el puesto nº43 en la lista AFI's 100 años... 100 películas, del American Film Institute, y en 2007 llegó al puesto n.º 41 en el AFI's 100 años... 100 películas (edición 10.º aniversario).
También llegó al puesto n.º 12 en el listado AFI's 100 años... 100 películas de suspense, al 24.º en AFI's 100 años... 100 pasiones y, en junio de 2008, al puesto n.º 4 en el listado de las diez mejores películas de fantasía del AFI's 10 Top 10.
En abril de 2004, la revista Empire clasificó a King Kong como la mejor película de monstruos de todos los tiempos. En mayo de 2004, la revista Total Film clasificó la escena final de King Kong en el Empire State Building en el tercer puesto del listado de «Mejores escenas de muerte». King Kong fue añadida por la revista Time en un listado de las «100 mejores películas de todos los tiempos».

## Impacto cultural
King Kong es uno de los personajes más conocidos de la historia del cine. Kong y las películas que ha protagonizado han sido referenciadas en la cultura popular en todo el mundo. King Kong consiguió el prestigio de ser un icono de la cultura popular y de ser una leyenda urbana. King Kong ha sido la inspiración de anuncios publicitarios, dibujos animados, cómics, películas, portadas de revista, obras de teatro, poesía, cortometrajes y programas de televisión. Otras referencias a King Kong se encuentran en forma de parodias.
King Kong logró alcanzar la cima de su popularidad en los años sesenta y setenta, como parte de una tendencia nostálgica por el cine de Hollywood de los años treinta. Durante esta época el personaje de Kong y la película eran comunes en la cultura popular.
A mediados de los años sesenta, RKO Pictures comenzó a autorizar productos relacionados con King Kong debido a la demanda del público; como cómics, juegos, miniaturas y pósteres.
El Festival de Cine Fantástico de Sitges lo incorporó a su logotipo y como imagen de marca.

### Referencias a King Kong en el cine y la televisión

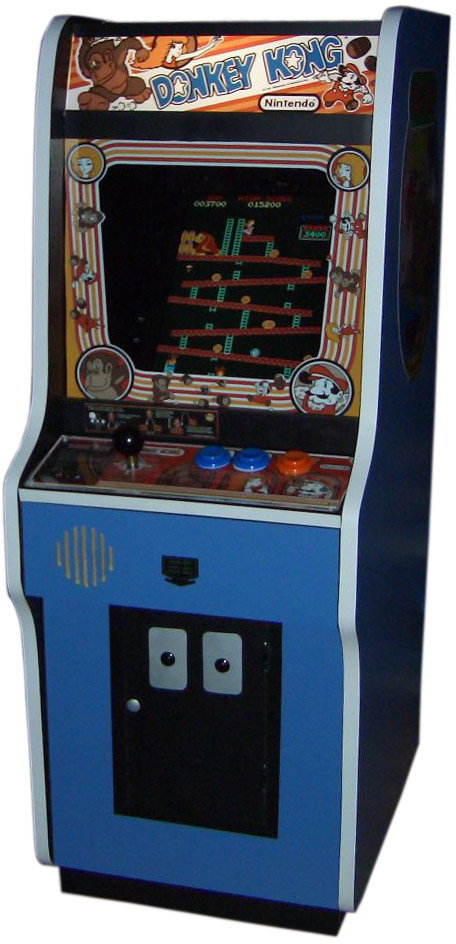
Donkey Kong, personaje de videojuegos inspirado en King Kong.